# 高爾夫球具

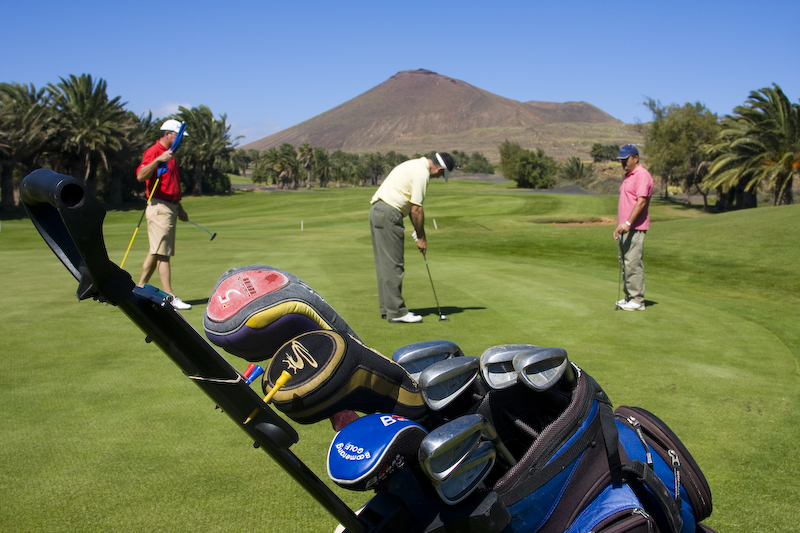
放在高爾夫球袋的球桿（背景：球員以推桿打球）

高爾夫球具，泛指高爾夫球運動的用具，包括球、球桿、輔助用品、服飾等等。

## 球
最初的高爾夫球以櫸木製造。14至16世紀，較為昂貴的高爾夫球以皮革包裹著羽絨。18世紀中葉開始使用橡膠。1910年發明了高爾夫球表面的凹洞，至1940年代才代被普及。

## 球桿
球員多數攜帶多支球桿（最多為14支），包括木桿、鐵桿和推桿。木桿用作長距離擊球，多在發球台或球道上使用。鐵桿比較容易控制，用於落點需要精準的時刻。挖起桿為鐵桿的一種，用於沙坑或少於100碼的距離。混合桿是一種新興的球桿類別，同時具備鐵桿和木桿的特性。推桿多在果嶺上使用。

## 球標
球標通常是一個錢幣大小的圓形片狀物，球員在別人開始進行推桿時、或者須從果嶺上拾起高爾夫球清潔之前，必須以球標標明球的位置才能拾起，同時也能避免停留在場上的球妨礙其他球員的推桿路線。
在高爾夫規則當中並未硬性規定球標的標準規格或者大小，如球員沒有攜帶球標，亦可以用硬幣、甚至賭場的籌碼代替，一些職業高爾夫球賽甚至會提供特製球標供球員們自由使用。

## 球梯

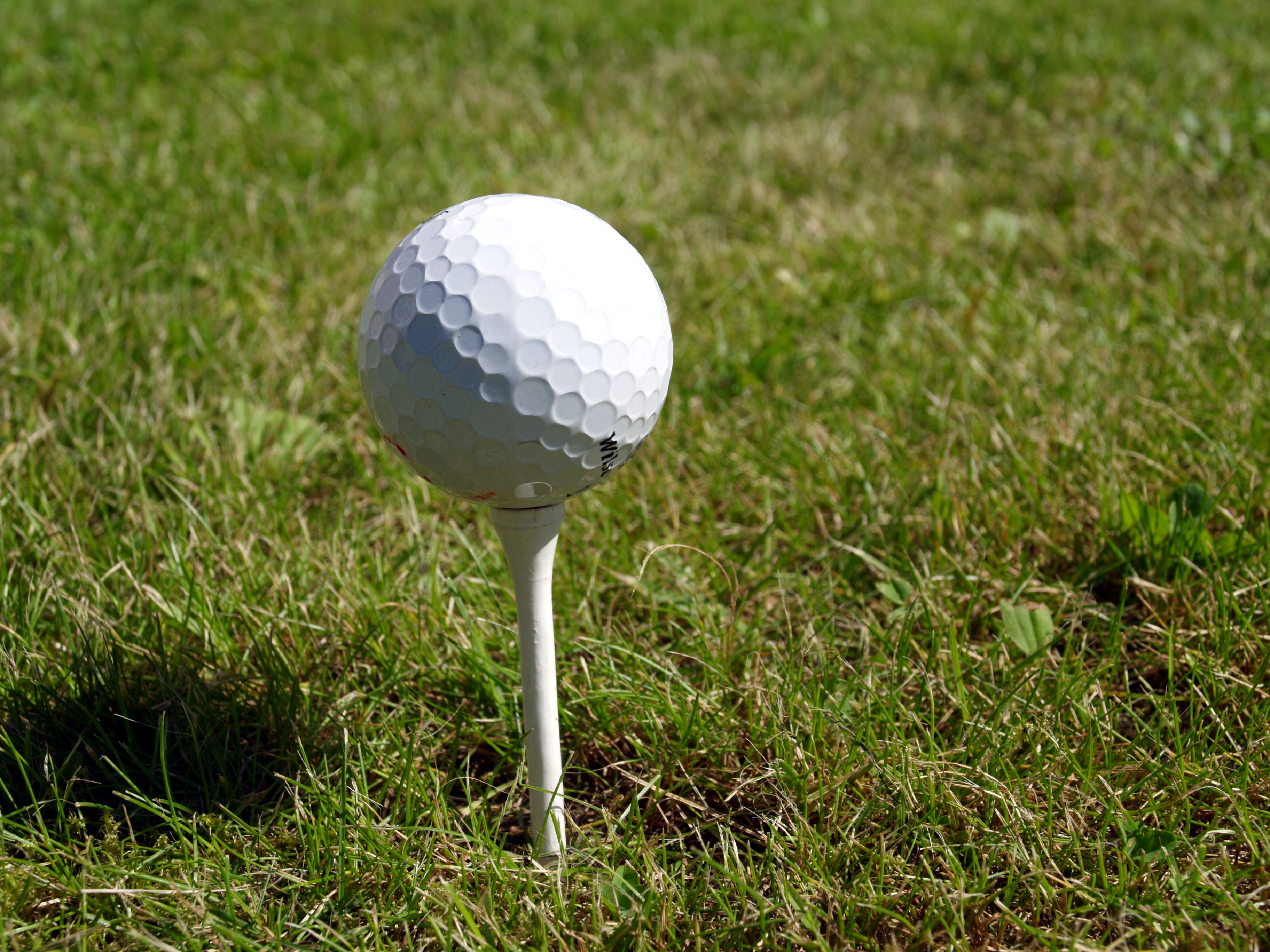
高爾夫球和球梯

球梯又稱做球座，通常以塑膠或木製成，於發球台上使用，將高爾夫球墊起，可以令擊球變得相對容易。在木製球梯發明前，球員會用沙堆起小丘，然後放上高爾夫球。

## 球袋
球袋用來盛載球桿，以尼龍、帆布或皮革，配上塑膠或金屬的支架製成。

## 球車
高爾夫球車是在高爾夫球場上使用的小型電動車輛。大部分球場都規定球車需要在特定的小路上，而不可以在球道上行駛。部分球車會配置全球定位系统及液晶顯示器以顯示與球洞之間的距離，於下坡時亦會自動限速。
由於從小路來回高爾夫球落點可能都需要些少腳程，部分球員會全程放棄開車，而選擇拉手推車，途徑拉直了，打球進度有時反而會快些。

## 毛巾
一些球袋上會有專門的環，用以扣上毛巾，作清潔球桿上的泥巴或青草之用。

## 球桿套

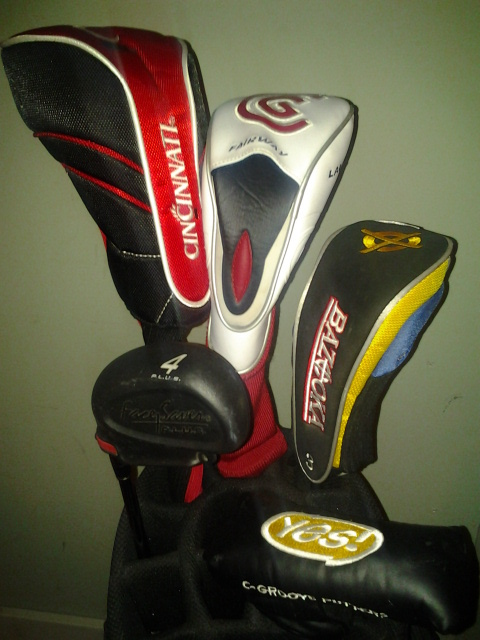
球桿套

通常木桿及推桿都會配上球桿套，以保護桿頭，免受撞擊。

## 球印修補工具
高爾夫球在空中掉下來會導致球道或果嶺上出現凹痕，因此需使用名為果嶺叉的修補工具將草地整平，果嶺叉多為一個金屬製的小叉，球員可於凹痕的四周以果嶺叉將壓緊的泥土弄鬆，然後以推桿的底部或者高爾夫球鞋將草地按平。
亦有一部分球員會直接使用球座代替果嶺叉將草地整平。

## 其他輔助用品

### 撿球器
撿球器可以是一支伸縮長棒，最前方有個吸盤，當高爾夫球打進水障礙時，如球仍在水邊，可以讓球員拾回小球。

### 雷射測距儀
球員用手提的雷射測距儀望著旗竿，儀器可以讀取球員與旗竿之間的距離，部分測距儀亦具全球定位系功能，可以調整因斜坡導致的誤差，方便球員選擇正確的球桿。
高爾夫球專用的手錶，或智能手錶或智能電話配上高爾夫球流動應用程式，都可以做到類似的效果。

### 計桿器
計桿器是個簡單的計數器，每打完一桿按一下，打完一洞得出桿數，寫在計分紙上，按計桿器數下將之歸零，準備打下一洞。

### 洗球機
洗球機可以是放置在發球台附近或安裝在球車上的手動裝置。

### 定位棒
定位棒多為新手使用，放在高爾夫球練習場的地上，以識別站立位置及打球方向。

## 服飾

### 手套
男子球員只會穿一隻手套。右利手的球員穿在左手。女子會穿一雙。作用為防止手汗導致球桿飛脫，或因為摩擦導致手掌出現水泡。

### 球鞋
高爾夫球的球鞋有別於一般的運動鞋，其鞋底有可以更換或不可更換的鞋釘，於擊球時將球員的腳掌釘在地上以便發力。